# Дилижанса
Дилижанса (фр. diligence; скр. од voiture de diligence или carrosse de diligence: брза кола), је поштанска кочија за редовни поштански превоз путника и робе док још није било железнице. 
Дилижанса је имала два до три одељка (купеа). Кочијаш је седео на високом седишту (боку), а на крову се налазио пртљаг. 